# آساگو میلانوفیوری فروم (متروی میلان)
آساگو میلانوفیوری فروم (انگلیسی: Assago Milanofiori Forum) ایستگاهی در خط ۲ متروی میلان، در حومه جنوبی آساگو است. این خط جنوبی ترین ایستگاه شبکه متروی میلان است.